# Gustav Boestad
Gustav Karl William Boestad, född 10 oktober 1899 i Jönköping, död 13 september 1984 på Lidingö, var en svensk civilingenjör och sedermera professor vid Kungliga Tekniska högskolan 1943–1966 i läran om maskinelement. Han blev ledamot av Ingenjörsvetenskapsakademien 1956.

## Biografi
Boestad utexaminerades från Kungliga Tekniska högskolan i Stockholm 1923. Han var 1924–1943 beräkningsingenjör vid AB Ljungströms ångturbin (sedermera SRM, Svenska Rotormaskiner) och konstruerade här ångturbiner, luftförvärmare, hydrauliska växlar, turbinlokomotiv med mera. 1928–1935 samarbetade han även med The Svedberg vid konstruktionerna av dennes ultracentrifuger. Boestad var från 1943 professor i läran om maskinelementen vid Tekniska högskolan. 1966–1975 var Boestad konsult åt Norrbottens Järnverk AB, som då kämpade med stora produktionsproblem.
Det har hävdats att Boestad 1934 konstruerade världens första flygreamotor (utställd på Tekniska museet). Motorn monterades dock aldrig på något flygplan eller fordon. Tiden var då ännu inte mogen för denna innovation, men motorn belyser Boestads genialitet och mångsidighet.
I april 1945 hämtades Boestad i all hemlighet till USA i ett litet kurirflygplan för att hos General Electric utveckla och provköra ångturbiner för örlogsfartyg. Han var i USA fram till 23 augusti 1945, (sedan även Japan kapitulerat 15 augusti 1945). Wernher von Braun (som utvecklat V-2) anlände till USA 20 september 1945.
Boestads skrifter berörde turbinlok, ultracentrifug, kompressorer, luftförvärmare, maskinelement, fyrledsmekanismer, glidlager, rullningslager, tätningar, toleranser, passningar, kuggväxlar, skruvpumpar, smörjning, kopplingar, splines, bromsar, fasta förband, skruvförband, nitförband, kilförband, utmattningsbrott, kritiska varvtal, vibrationer, balansering, industriell formgivning, elementarpartiklar och vindenergi.
Boestad var son till skräddarmästaren Carl Johansson och Anna, född Gustafsdotter. Han gifte sig 1924 med handarbetslärarinnan Nanny Andersson (1897–1986) och fick fem döttrar och två söner, bland andra överingenjören Elsa-Karin Boestad-Nilsson (1925–2020) och Skanska-direktören, civilingenjör Bo Boestad (1934–2012). Elsa-Karin Boestads dotter Eva Boestad är civilingenjör och har arbetat med rymdteknik på Svenska rymdaktiebolaget.
År 2020 avled de två sista av Boestads sju barn. Boestad jämte hustru och söner vilar på Lidingö kyrkogård.

## V2-raketen
19 juli 1944 skrev Boestad en sedermera berömd teknisk-vetenskaplig rapport rörande Bäckebobomben, den tyska V-2-raket (testraket nummer 4089), som den 13 juni 1944 vid en provskjutning från Peenemünde av misstag kom att haverera i Bäckebo utanför Nybro, Kalmar län. Rapporten var strängt hemlig, först 1964 blev innehållet allmänt bekant genom en artikel i Aftonbladet. Statsminister Per Albin Hansson lämnade ut rapporten till brittiska regeringen, som därmed var förvarnad när V2-raketer började användas i Andra världskriget. Under perioden 8 september 1944 till 27 mars 1945 träffades London, Antwerpen och även flera andra städer av totalt 3172 V2-raketer. (Landstigningen i Normandie startade 6 juni 1944. Tyskland kapitulerade 8 maj 1945). Redan i juli 1944 transporterades vrakdelarna från Sverige till Farnborough, England.
Medan V1-raketen kunde höras, innan den slog ned, var V2-raketen mycket lömskare genom sin överljudsfart. Genom mätningar på vrakdelarna och efterföljande beräkningar kunde Boestad med förbluffande precision rekonstruera V2-raketens projektilbana och räckvidd. Det blev möjligt att fastställa uppskjutningsplatsens ungefärliga läge. Rekonstruktionen betraktas allmänt som en enastående ingenjörsteknisk bedrift under stark tidspress.

### Fotnoter
1. ↑  Sveriges dödbok 1901-2013, DVD-ROM
2. ↑  https://runeberg.org/vemarvem/sthlm62/0200.html
3. ↑  Sven Grahn. ”My pilgrimage to the impact point in Sweden of the V-2 launched on 13 June 1944”. Webbplats för Sven Grahn - Sven's Space Place. http://www.svengrahn.pp.se/histind/V2Sweden1944/V2Sweden1944.htm. Läst 29 april 2018.
4. ↑  FinnGraven
5. ↑  Gustav Boestad (19 juli 1944). ”Beträffande framdrivningsanordningen hos störtad lufttorped”. https://dflund.se/~triad/rockets/19440721_bil_2.html. Läst 29 april 2018.
6. ↑  Linus Walleij (20 augusti 2000). ”Raketen och jag”. Linus Walleij. https://dflund.se/~triad/rockets/raketen.pdf. Läst 29 april 2018.

### Webbkällor
- Gustav Boestad 19 juli 1944: Beträffande framdrivningsanordningen hos störtad lufttorped